# Gostota verjetnosti
Gostota verjetnosti (angleško probability density function, okrajšano pdf) je v teoriji verjetnosti funkcija, ki daje relativno verjetnost, da bo zvezna slučajna spremenljivka imela točno določeno vrednost iz množice možnih vrednosti. Označujemo jo podobno kot pri diskretnih slučajnih porazdelitvah z {\displaystyle f}.
Z rabo izraza gostota verjetnosti je nekaj zmede. Včasih se za funkcijo porazdelitve verjetnosti uporablja kar izraz porazdelitev verjetnosti ali kumulativna porazdelitvena funkcija ali funkcija verjetnosti. Zaradi tega je potrebna precejšna pazljivost pri definicijah, ki se jih sreča v virih.
Z integralom gostote verjetnosti se določi verjetnost, da bo zvezna slučajna spremenljivka padla v določeni interval. Slučajna spremenljivka {\displaystyle X} ima gostoto verjetnosti {\displaystyle f}, in če je {\displaystyle f} nenegativna funkcija, ki je Lebesguovo integrabilna, potem je verjetnost, da spremenljivka {\displaystyle X} zavzame vrednost iz intervala {\displaystyle [a,b]}, enaka:
{\displaystyle \operatorname {P} [a\leq X\leq b]=\int _{a}^{b}f(x)\,\mathrm {d} x\!\,.}
Če pa je {\displaystyle F\,} zbirna funkcija verjetnosti za slučajno spremenljivko X, potem velja tudi:
{\displaystyle F(x)=\int _{-\infty }^{x}f(u)\,\mathrm {d} u\!\,,}
in:
{\displaystyle f(x)={\frac {\mathrm {d} }{\mathrm {d} x}}F(x)\!\,.}